# Ofla
Ofla är ett distrikt i Etiopien.   Det ligger i regionen Tigray, i den norra delen av landet, 400 km norr om huvudstaden Addis Abeba.